# Melliniella
Melliniella es un género monotípico de plantas con flores  perteneciente a la familia Fabaceae. Su única especie:  Melliniella micrantha Harms, es originaria de África donde se distribuye por Camerún, República Centroafricana, Chad, Ghana, Guinea, Guinea-Bisáu, Malí, Níger, Nigeria, Senegal y Togo.

## Descripción
Es una planta herbácea postrada o erecta anual (a veces perenne) con los tallos glabros ± delgado que alcanza los 10-25 cm de altura formando esteras; las hojas son simples redondeadas con estípulas similares a las de Alysicarpus.

## Ecología
Se encuentra en  suelos lateríticos y arenosos degradados, suelos de grava localmente abundante (Burkina Faso); o en las sabanas a lo largo de las zanjas.